# Engièvre
Die Engièvre ist ein Fluss in Frankreich, der überwiegend im Département Allier in der Region Auvergne-Rhône-Alpes verläuft. Sie entspringt im nördlichen Gemeindegebiet von Dompierre-sur-Besbre, entwässert generell in nördlicher Richtung und mündet nach rund 22 Kilometern im Gemeindegebiet von Saint-Martin-des-Lais als linker Nebenfluss in die Loire. Auf ihrem Weg quert die Engièvre bei Beaulon den Loire-Seitenkanal und bildet in ihrem Unterlauf auf einer Länge von etwa 350 Metern die Grenze zum benachbarten Département Saône-et-Loire in der Region Bourgogne-Franche-Comté.

## Orte am Fluss
(Reihenfolge in Fließrichtung)
- Les Patins, Gemeinde Dompierre-sur-Besbre
- Beaulon
- Garnat-sur-Engièvre
- Saint-Martin-des-Lais

## Sehenswürdigkeiten
- Château de Beaulon, Schloss aus dem 19. Jahrhundert am Flussufer bei Beaulon – Monument historique[4]